# Mazatenango
Mazatenango – miasto w Gwatemali, stolica departamentu Suchitepéquez znajdującego się w południowo-zachodniej części państwa, oddalona o 165 km od stolicy kraju Gwatemali. Miasto znajduje się 371 metrów nad poziomem morza. W roku 2002 Mazatenango liczyło 40 281 mieszkańców. W mieście rozwinął się przemysł bawełniany.
W mieście funkcjonuje klub piłkarski CSD Suchitepéquez. Swoje mecze rozgrywa na stadionie Estadio Carlos Salazar Hijo.

## Gmina Mazatenango
Miejscowość jest także siedzibą władz gminy o tej samej nazwie, która jest jedną z dwudziestu gmin w departamencie. W 2013 roku gmina liczyła 97 054 mieszkańców. Gmina jak na warunki Gwatemali jest średniej wielkości, a jej powierzchnia obejmuje 356 km².